# Lazarovićové
Lazarovićové (srbskou cyrilicí: Lazarevići, Лазаревићи) byla srbská středověká šlechtická rodina, která se na přelomu 14. a 15. století stala po vymření královské dynastie Nemanjićů na třicet let (1371–1427) srbským vládnoucím rodem. Skrze ženskou linii (Milica Nemanjić) byli spřízněni se starší, ale nevládnoucí větví Nemanjićů.
Otec pozdějšího knížete Lazara, Pribac Hrebeljanović byl nižší šlechtic na dvoře cara Štěpána IV. Dušana a Lazar vyrůstal na dvoře ve městě Prizren. V roce 1362 je zmíněn jako dvořan Dušanova následníka Štěpána V., který ho okolo roku 1371 povýšil na knížete. Lazar později Prizren opustil a konsolidoval svou moc na severu Srbska. I když byl vazalem cara Štěpána V., odmítl se zúčastnit bitvy u řeky Marica, ve které osmanské síly porazily většinu srbské armády a ovládaly oblasti jižně a východně od Kosova. Krátce na to car Štěpán V. zemřel jako poslední mužský potomek královské dynastie Nemanjićovců. Lazar se díky diplomacii, vojenským vítězstvím a v neposlední řadě dynastickému manželství s Milicou Nemanjićovou stal nejsilnějším srbským šlechticem. Přisvojil si tituly Štěpán a autokrat a povýšil se i nad svého spojence, bosenskeho krále Tvrtka Kotromaniće, který používal titul Štěpán král Srbů a Bosny a byl po otcově matce potomek Nemanjićovců, takže jeho dynastické nároky byly legitimnější.
Lazar si na Balkáně vybojoval silnou pozici a ovládal dnešní centrální Srbsko a část Kosova. Hlavním městem jeho knížectví bylo město Kruševac. Kladl silný odpor postupující Osmanské říši. Lazarovo knížectví se stalo útočištěm mnoha mnichům, spisovatelům, architektům a umělcům z Bulharska, Řecka a jižního Srbska, které byly pod kontrolou Turků. I když jeho rozloha byla asi čtvrtinová v porovnaní s Dušanovou řísí, sjednotil centrální Srbsko se severními provinciemi Mačva, Kučevo a Braničevo. Jeho území chránili vazalští vládci, které si zavázal manželstvím se svými dcerami. Patřili k nim Mikuláš Gorjanský v Mačvě, Đurađ II. Balšić v Zetě (Černá Hora), Vuk Branković v Rašce a Kosovu).
V předvečer bitvy na Kosově poli byl prohlášen carem, ale v bitvě ho Turci zajali a poté popravili. Ortodoxní církev ho následně prohlásila za svatého mučedníka. Po jeho smrti se stal knížetem jeho nezletilí syn Stefan Lazarević a s pomocí své matky Milici Nemanjić vládl do plnoletosti v roce 1393. Byl jedním z největších srbských vladařů a vojevůdců vůbec. Jeho literární díla ho řadí mezi nejlepší srbské spisovatele středověku. V roce 1402 přijal titul despoty. Protože neměl žádné děti, předal již v roce 1426 na shromáždění v Srebrenici trůn svému synovci Đurađu Brankoviči. Skrze Đurađovi potomky žijí dodnes potomci knížete Lazara Hrebeljanoviće v evropských panovnických a šlechtických rodinách včetně srbské královské dynastie Karađorđevićů.

## Rodokmen
- Pribac Hrebeljanović
  -  Lazar Hrebeljanović, srbský kníže a car ∞ Milica Nemanjić
    - Mara Lazarević ∞ Vuk Branković, srbský kníže
      - Đurađ Branković, srbský kníže

    -  Stefan Lazarević, srbský kníže a despota
    - Vuk (popraven 1410)
    - Dragana Lazarević ∞ bulharský car Ivan Šišman
    - Teodora Lazarević ∞ Mikuláš II. Gorjanský
    - Jelena Lazarević ∞ černohorský kníže Đurađa Stracimiroviće z rodu Balšićovců, později ∞ Sandalj Hranić
    - Olivera Despina Lazarević ∞ harém tureckého sultána Bajezida I.